# Aníbal Paz
Aníbal Luis Paz (ur. 21 maja 1917, zm. 21 marca 2013), urugwajski piłkarz, bramkarz. Mistrz świata z roku 1950.
Przez wiele sezonów był piłkarzem Nacional. W klubie w tym występował w latach 1939–1954. Wielokrotnie zdobywał tytuł mistrza Urugwaju. W reprezentacji w latach 1940–1950 rozegrał 22 spotkania. Podczas MŚ 50 w jednym meczu - ze Szwecją - zastąpił w bramce Roque Máspoliego. Występ ten - ostatni w kadrze - dał mu tytuł mistrza świata. Wcześniej, w 1942, wraz z drużyną narodową wygrał turniej Copa América.